# Хотимченко, Сергей Анатольевич
Сергей Анатольевич Хотимченко (род. 28 марта 1953 года) — российский учёный-медик, специалист в области гигиены питания и пищевой токсикологии, член-корреспондент РАН (2019).

## Биография
Родился 28 марта 1953 года.
В 1976 году — окончил лечебный факультет 1-й Московский медицинский институт имени И. М. Сеченова.
В 1986 году — защитил кандидатскую диссертацию, тема: «Разработка гигиенических рекомендаций по рационализации питания рабочих, занятых промышленной обработкой алмазов»
В 2001 году — защитил докторскую диссертацию, тема: «Токсикологогигиеническая характеристика некоторых приоритетных загрязнителей пищевых продуктов и разработка подходов к оценке их риска для здоровья населения».
В 2002 году — присвоено учёное звание профессора.
С 1976 года по настоящее время — работает в НИИ питания АМН СССР/РАМН (сейчас это Федеральный исследовательский центр питания, биотехнологии и безопасности пищи), пройдя путь от ординатора до руководителя лаборатории пищевой токсикологии и оценки безопасности нанотехнологий. В настоящее время — первый заместитель директора. В течение длительного периода времени являлся Ученым секретарем института.
Профессор кафедры гигиены питания и токсикологии Сеченовского университета.
В 2019 году — избран членом-корреспондентом РАН.

## Научная деятельность
Специалист в области гигиены питания и пищевой токсикологии.
Основные научные результаты:
- разработаны научно-методические основы системы токсиколого-гигиенической оценки контаминантов пищевой продукции и пищевых добавок, направленные на развитие и совершенствование принципов и подходов к обоснованию допустимых уровней их содержания в пищевых продуктах;
- установлено модифицирующее действие ряда пищевых веществ на процессы эндогенного образования нитрозоаминов, механизмы токсического действия ряда приоритетных контаминатов пищевой продукции (нитраты, нитриты, токсичные элементы, токсины морепродуктов) и определены биомаркеры их воздействия на организм;
- расшифрованы механизмы токсического действия наноматериалов, являющихся компонентами пищевых продуктов, и создана современная нормативно-методическая база в области оценки безопасности и контроля наноматериалов;
- создана при его непосредственном участии современная нормативно-методическая база в области гигиены питания.

Автор 362 научных работ, в том числе 5 монографий и книг, 7 патентов.
Под его руководством защищены 9 кандидатских диссертаций.
Член редколлегий и редсоветов журналов «Гигиена и санитария», «Вопросы питания», «Анализ риска здоровью», «Профилактическая и клиническая медицина», «Оренбургский медицинский вестник», «Саратовский научно-медицинский журнал», «Медицина и экология человека», эксперт РНФ, РАН, Экспертного совета ВАК при Минобрнауки России по медико-профилактическим наукам, член диссертационного совета при ФГБУН «ФИЦ питания и биотехнологии».

## Награды
- Медаль ордена «За заслуги перед Отечеством» I степени (28 февраля 2023) - за заслуги в научной деятельности и многолетнюю добросовестную работу[6]

- Медаль ордена «За заслуги перед Отечеством» II степени (2003)[7]Медаль «За лучшую научную работу ММА имени И. М. Сеченова» (2003)

- Медаль «В память 850-летия Москвы» (1997)
- Значок «Отличник здравоохранения» (1991)
- Почётная грамота РАМН